# 弧矢增十七
弧矢增十七（Xi Puppis、ξ Puppis，縮寫Xi Pup、 ξ Pup）是位於南天星座船尾座的多星系統。它是這個星座中較亮的成員之一，視星等為3.35等。根據在依巴谷任務期間進行的視差測量，它與太陽的距離大約為1,200光年（370秒差距），誤差約為7.5%。
該系統由一個光譜聯星組成，標示為弧矢增十七A（船尾座Xi A），與第三顆恆星弧矢增十七B（船尾座Xi B）。弧矢增十七A 的兩顆恆星分別標示為弧矢增十七A a（正式命名為"Azmidi"/ˈæzmɪdi/)）和弧矢增十七Ab 。

## 外部連結
- Asmidiske （页面存档备份，存于）